# Bernhard Rathgen

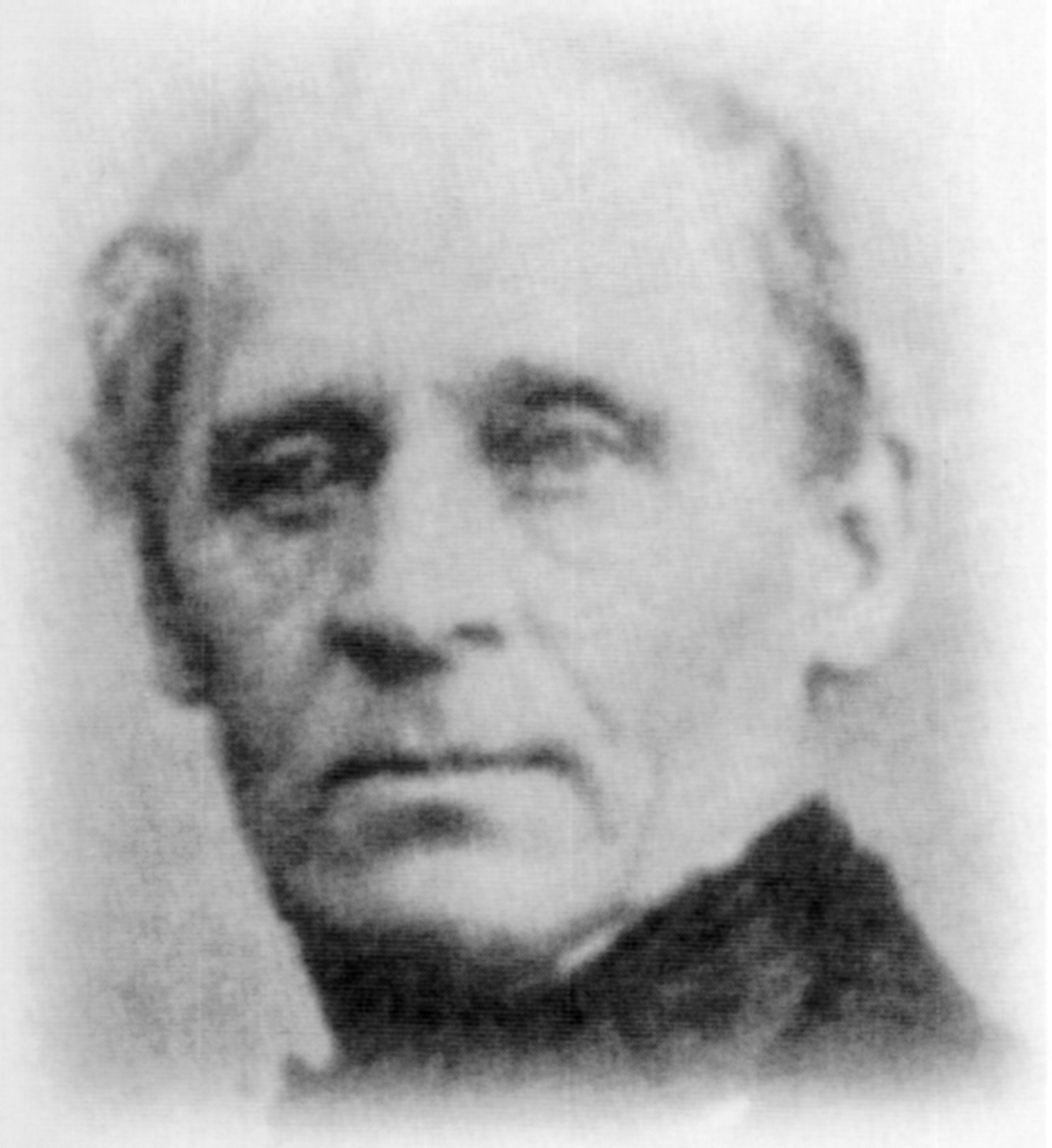
Johann Bernhard Hederich Rathgen (1802–1880)

Johann Bernhard Hederich Rathgen (auch: Ratgen) (* 11. März 1802 in Schleswig; † 1880) war ein deutscher Jurist, Staatsminister und Landdrost (Landrat) der Herrschaft Pinneberg.

## Leben
Bernhard Rathgen wurde in Schleswig geboren und bestand das juristische Examen auf Schloss Gottorf 1823 mit dem 1. Charakter. Am 18. Februar 1824 wurde er als Untergerichtsadvokat in den Herzogthümern bestellt und war von 1837 bis 1848 Deputierter der Schleswig-Holstein-Lauenburgischen Kanzlei, sowie Etatsrat. Während des Ersten Schleswig-Holsteinischen Krieges (1848–1851) stand er im Holsteinischen Regierungsdienst. 1849 war Rathgen Mitglied der Schleswig-Holsteinischen Landesversammlung und von 1848 bis 1852 Landdrost der Herrschaft Pinneberg. Rathgen war von 1849 bis 1850 auch Justizminister und im Jahr 1852 Kammergerichtsrat in Berlin. 1853 gehörte er zum Rat im Ministerium in Weimar und wurde 1859 bis 1879 Präsident der Generalablösungskommission ebenda.
Ihm werden verschiedene Gesetzentwürfe zugeschrieben:
- Entwurf eines Gesetzes betrift das Verfahren in bürgerlichen Rechtsstreitigkeiten Mit Bemerkungen (Kiel 1849)
- Entwurf eines Gesetzes betrift die Gerichtsverfassung der Herzogthümer Schleswig und Holstein Mit Motiven (Kiel 1849)
- Entwurf einer Strafprocessordnung für Schleswig-Holstein. Mit Bemerkungen (Kiel 1849)
- Entwurf eines Strafgesetzbuchs für die Herzogthümer Schleswig-Holstein Mit Motiven (Altona 1849)
- Militär-Gesetz-Codex für die Schleswig-Holsteinischen Armee (Kiel 1849)
- Militär-Strafgesetzbuch (Altona 1850)

## Familie
Rathgen heiratete Cornelia Niebuhr (1822–1878), eine Tochter des Barthold Georg Niebuhr. Das Paar hatte mehrere Kinder, darunter:
- Bernhard Rathgen (1847–1927)
- Lucia Rathgen (1850–1928) ⚭ 1869 Gustav Friedrich von Schmoller (* 24. Juni 1838; † 27. Juni 1917)
- Karl Rathgen (1856–1921)
- Antonie Rathgen (1822–1878) ⚭ Friedrich Preller (Akademischer Maler) (* 1. September 1838; † 21. October 1901)